# Patricia A. Thiel
Patricia Ann Thiel (20 de febrero de 1953 - 7 de septiembre de 2020) fue una química y científica de materiales estadounidense que ejerció como distinguida profesora de química en la Universidad Estatal de Iowa. Fue conocida por sus investigaciones sobre estructuras y procesos a escala atómica en superficies sólidas.

## Primeros años y educación
Thiel creció en una granja del suroeste de Minnesota, cerca de Adrian, su ciudad natal. Sus padres crecieron en el seno de familias de granjeros inmigrantes y cada uno de ellos había cursado el octavo grado. La propia Thiel asistió a una escuela primaria privada cercana a su granja, en Lismore (Minnesota), del 1º al 8º curso, y a un instituto público en Adrian (Minnesota) del 9º al 12º curso. Paul (Minnesota), donde su primer curso de química y su profesor, el catedrático Emil Slowinski, le inspiraron para especializarse en química. En 1975 se licenció en Química con una especialización en Matemáticas. Tras trabajar un año en Control Data Corporation como química analítica, se matriculó en el Departamento de Química del Instituto Tecnológico de California, con la ayuda económica de una beca predoctoral de la Fundación Nacional de Ciencias. Se doctoró en química en 1981 bajo la supervisión de W. Henry Weinberg.

## Carrera
El primer nombramiento de Thiel después de graduarse fue como becaria Alexander von Humboldt en la Universidad Ludwig Maximilian de Munich, donde trabajó en el grupo de investigación de Gerhard Ertl, quien más tarde recibió el Premio Nobel de Química en 2007. En 1982 se unió al personal técnico de los Laboratorios Nacionales Sandia en Livermore, California, y, después de un breve período como profesora visitante en el departamento de física de la Universidad de California, Berkeley, se unió a la facultad del departamento de química de la Universidad Estatal de Iowa en 1983. con un nombramiento simultáneo como científica del Laboratorio Ames del Departamento de Energía de EE. UU. Posteriormente fue ascendida a los rangos de profesora asociada (1988), profesora titular (1991) y profesora distinguida (2001). En 2012 recibió un nombramiento adicional como catedrática de Ciencia e Ingeniería de Materiales. A lo largo de este periodo ha recibido premios a la excelencia docente y ha ocupado varios cargos administrativos, entre ellos el de directora del programa de química de materiales (Laboratorio de Ames; 1988-2004), directora de investigación (Laboratorio de Ames; 2008-2009) y presidenta del Departamento de Química del Estado de Iowa (1999-2002). Thiel fue editora asociada de The Journal of Chemical Physics (2013-2020). Asistió a la ceremonia del Premio Nobel el 10 de diciembre de 2011, donde Dan Shechtman recibió el Premio Nobel de Química 2011 por el descubrimiento de los cuasicristales.

## Investigación
La investigación de Thiel aclaró estructuras y procesos a escala atómica en superficies sólidas, en áreas relevantes para la microelectrónica, la tribología, la catálisis heterogénea y la nanociencia. Publicó más de 300 artículos de investigación, que han sido citados unas 12.000 veces, a partir de 2019. Es especialmente conocida por su trabajo en las siguientes tres áreas.

### Superficies de cuasicristales
El grupo de investigación de Thiel fue pionero en los estudios de nucleación y crecimiento de películas metálicas sobre superficies de cuasicristales, demostrando que el crecimiento pseudomórfico local, incluidas las formaciones en forma de estrella de mar, puede producirse en lugares de nucleación muy específicos. Centrándose en los cuasicristales metálicos ricos en aluminio, Thiel y sus colaboradores exploraron exhaustivamente cómo las estructuras superficiales a escala atómica de los cuasicristales estaban relacionadas con sus inusuales propiedades superficiales, como la baja fricción, la baja adherencia y la buena resistencia a la oxidación.

### Interacción del agua con superficies metálicas.
El doctorado de Thiel demostró la existencia de enlaces de hidrógeno entre moléculas de agua en una superficie de rutenio. Siguió investigando el agua como profesora en la Universidad Estatal de Iowa y descubrió que la cinética de desorción del agua puede presentar un efecto isotópico mensurable Se le atribuye ser la primera en proponer que las bicapas de agua cercanas a superficies sólidas podrían poseer una estructura similar al plano basal del hielo Ih. Fue coautora, junto con Theodore E. Madey, de un artículo de revisión completo y muy citado que describe las interacciones y propiedades del agua cerca de superficies sólidas.

### Nucleación, crecimiento y engrosamiento de nanoestructuras metálicas en superficies.
Al grupo de Thiel se le atribuye el descubrimiento de que las grandes islas bidimensionales de grupos de adátomos metálicos pueden tener una movilidad significativa a temperatura ambiente en sustratos metálicos y que, contrariamente a lo que se solía suponer, esta puede ser la vía principal para el engrosamiento (una evolución hacia tamaños mayores y menor número) de estos grupos. A ella y a James W. Evans se debe la primera descripción de un mecanismo a escala atómica para el crecimiento de películas metálicas, que denominaron "embudo descendente". Gracias a este mecanismo, predijeron teóricamente una variación inusual de la rugosidad de la película con la temperatura, y finalmente la confirmaron experimentalmente mediante microscopía de efecto túnel. En la actualidad se considera un mecanismo importante que afecta a la morfología de las películas finas cuando crecen a baja temperatura.
Más recientemente, su grupo descubrió una serie de complejos naturales de metal y azufre con estequiometrías distintas, que pueden influir en la estabilidad de elementos metálicos de mayor tamaño favoreciendo el transporte superficial del metal y, por tanto, el engrosamiento. Fue destacada por este trabajo en la edición virtual del Journal of Physical Chemistry, que destaca a 66 mujeres en honor al 150 cumpleaños de Marie Curie. Ella y sus colaboradores también descubrieron que las nanopartículas metálicas pueden crecer como grupos encapsulados cerca de la superficie de un material en capas, el grafito, si se cumplen condiciones de crecimiento específicas. Aplicando un modelo de elasticidad continua, desarrollaron una idea de las razones de las formas bajas y aplanadas (altas relaciones de aspecto) de estas partículas incrustadas, y una predicción de que la forma de las islas metálicas encapsuladas debería ser universal (independiente del tamaño).

## Premios y honores
- 1984, Beca de la Fundación Alfred P. Sloan[36]
- 1985, Premio Presidencial Joven Investigador de la Fundación Nacional de Ciencias[37]
- 1986, Premio Camille Dreyfus Profesor-Académico[38]
- 2005, Doctor honoris causa por el Instituto Nacional Politécnico de Lorena[39]
- 2008, Miembro honorario de Iota Sigma Pi[40][41]
- 2010, Premio Arthur W. Adamson por servicio distinguido en el avance de la química de superficies[42][43]
- Premio de cátedra David Adler 2010 en el campo de la física de materiales, "Por sus contribuciones fundamentales a la estructura y dinámica de la superficie de aleaciones metálicas complejas, incluidos los cuasicristales y el crecimiento y la relajación cinéticamente limitados de nanoestructuras en películas metálicas delgadas".[44][45]
- Miembro 2010 de la Asociación Estadounidense para el Avance de la Ciencia, "Por aumentar el nivel de comprensión de las propiedades superficiales de los cuasicristales metálicos y por trabajar en las vías por las cuales se forman y reorganizan nanoclusters metálicos y películas delgadas en superficies metálicas".[46]
- 2011, Profesor John D. Corbett de Química[47]
- 2012, Miembro de la Sociedad de Investigación de Materiales (MRS), "Por sus contribuciones fundamentales a la comprensión de la estructura, la reactividad y la tribología de las superficies cuasicristalinas, y a la comprensión del crecimiento y la estabilidad de las nanoestructuras metálicas y las películas delgadas de metal".[48][49]
- Premio Medard W. Welch 2014, "Por sus contribuciones fundamentales a la comprensión de las superficies cuasicristalinas y la nucleación y el crecimiento de películas delgadas".[50]
- 2019 Elegida miembro de la Academia Estadounidense de Artes y Ciencias[51]